# バイアリーターク
バイアリーターク（Byerley TurkまたはByely Turk、1679年ごろ - 1705年）は、イギリスの軍馬・種牡馬。後世にサラブレッド三大始祖の一頭として記録される。父方直系子孫はその玄孫ヘロド (Herod) を通じて一時大繁栄したが現在は衰退している。
名前および品種について、ジェネラルスタッドブックはバイアリーターク (Byely Turk)、つまりターク種と記載しているが、残された絵画での特徴はアラブ種のもので、ターク種ではなく単にトルコ生まれのアラブ馬との説もある。名前の綴りもByely Turkではなく、馬主であるロバート・バイアリー (Robert Byerley) から正しくはByerley Turkだったのではないかと考えられている。

## 生涯
バイアリータークについて知ることのできる参考文献や資料は極めて少ない。イギリスに渡った経緯は謎が残り、一説にはもともとオスマン帝国の軍馬であったが、1688年（1687年の説もある）イギリスとオスマン帝国の間に起こった「ブダペストの戦い」の際、イギリス第6近衛竜騎兵隊のバイアリー大尉が敗走するトルコ軍から奪い取ったと言われている。このほかにウィーン付近で捕獲したともいう（どちらも第二次ウィーン包囲後の戦争）。このとき8歳と推定され、生年1679年説はここから来ている。1688年の終わりにはイギリスに渡った。
生地は、当時オスマン帝国があったトルコ付近と推測されているが、ロバート・バイアリーが捕獲する以前についてはまったくの不明であり根拠はない。品種についても前述の通りアラブ種かターク種かはわかっておらず（左上のジョン・ウートン作の絵画ではアラブ種の特徴をよく示している）、当時はトルコ付近から輸入された馬はすべてタークと称していただけであり、バイアリータークは実際にはアラブ種だったのではないかという意見が多い（ただしターク種〈トルコ馬〉はアラブ種を使って改良されたため特徴が似ていてもおかしくはない部分はある）。
ブダペストの戦いのあと、ロバート・バイアリーは大佐に昇進し、バイアリータークも大佐の元で軍馬として活躍することになる。1689年アイルランドに派遣され、1690年アイルランドのボイン川の戦いでは、大佐は愛馬を駆りウィリアム3世側として参戦、反乱軍鎮圧に尽力した。バイアリータークに関わる逸話として、敵に包囲された際、バイアリータークの素早さのおかげで難なく脱出した話が残っている。ほかにも武勲を立て優秀な馬であった。
三大始祖のほか2頭は競走には使われていないが、バイアリータークについては1690年（ボイン川の戦いの同年）に北アイルランドのダウンロイヤルで、競馬に勝ったという話がある。ほかにも出走した可能性はあるが、記録に残っているのはこの1戦のみである。
ボイン川の戦いのあと、1691年ごろからロバート・バイアリーのミドリッジグランジュ、のちヨーク郊外のゴールズバラで種牡馬として供用された。繁殖牝馬の質、数ともに悪く、バスト、ジグを出した程度に留まり、勝ち馬はわずか6頭、直仔の成績としては同時期に輸入された東洋系の馬の中でもとくに優れた存在でもなく直系子孫がすぐに消え去ってもおかしくはなかった。現在のサラブレッドの遺伝子プールに占める割合も3.3パーセント程度と、三大始祖のほか2頭に比べ小さくゴドルフィンアラビアン、ダーレーアラビアン、ルビーメア、カーウェンズベイバルブに次ぐ数値に過ぎない。しかし、1760年代より玄孫のヘロドとその仔ハイフライヤーを通じて大勢力を築くことに成功、父方直系子孫は現在でも残存し、バイアリータークはダーレーアラビアン・ゴドルフィンアラビアンと並び三大始祖と呼ばれるようになっている。
1705年死亡し、遺体はゴールズバラのどこかに埋葬されたという。子孫についてはヘロド系を参照のこと。

## 主な産駒
- バスト (Basto)  いくつかのマッチレースに勝った記録が残っている。
- ジグ (Jigg)  ヘロドの曽祖父
- ブリストル（Bristol's (or Mostyn's)）
- ラトランドズブラックハーティ (Rutland's Black Hearty) 産駒活躍
- スプリット (Sprite)  数勝
- アーチャー (Archer)